# Vaughn (Nuovo Messico)
Vaughn è un comune (town) degli Stati Uniti d'America della contea di Guadalupe nello Stato del Nuovo Messico. La popolazione era di 446 persone al censimento del 2010.

## Geografia fisica
Vaughn è situata a 34°36′05″N 105°12′23″W (34.601253, -105.206410).
Secondo lo United States Census Bureau, ha un'area totale di 5,6 miglia quadrate (14,5 km²).

## Storia
Vaughn venne fondata nel XX secolo come città dalla Southern Pacific Railroad. L'importanza della città crebbe quando una seconda ferrovia, la Eastern Railway of New Mexico (una linea della Atchison, Topeka and Santa Fe Railway che collega Belen a Clovis), fu completata nel 1907 con Vaughn come punto di divisione. Un grande deposito di due piani, una rotonda ferroviaria, e un hotel di proprietà della Harvey House furono costruiti poco dopo. Vaughn fu incorporata nel 1919 e nel 1920 possedeva 888 abitanti, secondo il censimento degli Stati Uniti.

## Società

### Evoluzione demografica
Secondo il censimento del 2000, c'erano 539 persone.

### Etnie e minoranze straniere
Secondo il censimento del 2000, la composizione etnica della città era formata dal 52,69% di bianchi, lo 0,37% di nativi americani, il 43,97% di altre razze, e il 2,97% di due o più etnie. Ispanici o latinos di qualunque razza erano l'87,01% della popolazione.